# جرم ثورن وجيتكوف
جرم ثورن وجيتكوف (بالإنجليزية: Thorne–Żytkow object)‏، يُختصر إلى TŻO أو TZO، هو نوع افتراضي من النجوم، وهو عملاق أحمر أو نجم أحمر فائق العملقة يحتوي على نجم نيوتروني في نواته، تشكل من اصطدام العملاق مع النجم النيوتروني. تلك الأجرام الفلكية افترضها كيب ثورن وآنا جيتكوف [الإنجليزية] في عام 1977. في عام 2014، اكتُشف أن النجم HV 2112 [الإنجليزية] وأعتبر مرشحًا قويًا ليكون جرم ثورن وجيتكوف.

## التشكل
يتشكل جرم ثورن وجيتكوف عندما يتصادم نجم نيوتروني مع نجم، عادة عملاق أحمر أو فائق العملقة الأحمر. الأجسام المتصادمة يمكن ببساطة أن تكون نجوم متجولة. ومن المرجح أن يحدث هذا في التجمعات النجمية الكروية المزدحمة للغاية.
قد يتشكل النجم النيوتروني في نظام ثنائي بعد أن يتحول أحد النجمين إلى مستعر أعظم. ولأنه لا يوجد مستعرات متماثلة تماما، ولأن طاقة الارتباط في النظام الثنائي تتغير مع الكتلة المفقودة في المستعر، فأن النجم النيوتروني سيترك مع مقدار سرعة نسبية إلى مداره الأصلي.هذا التغير في سرعة مدار النجم النيوتروني قد يتسبب في تقاطع مدارة مع مرافقة، إذا كان رفيقه هو نجم من نجوم التسلسل الرئيسي، فإنه قد يبتلغ عندما يتطور رفيقه إلى عملاق أحمر.
إذا اندمج نجم نيوتروني وقزم أبيض، يمكن أن يتشكل جرم ثورن وجيتكوف لة خصائص متغيرات نجوم R الإكليل الشمالي .
من الناحية النظرية، قد يشبه جرم ثورن وجيتكوف نجم أحمر فائق العملقة، أو إذا كان ساخنا بما فيه الكفاية لتفجير طبقات السطح الغنية بالهيدروجين، فهو نجم وولف-رايت غني بالنيتروجين.